# Basketball-Bundesliga 2005/06
Die Basketball-Bundesliga-Saison 2005/06 war die 40. Spielzeit der höchsten deutschen Spielklasse im Basketball der Männer. Die reguläre Saison begann am 14. Oktober 2005 und endete am 16. April 2006.

## Saisonnotizen
- Meister der Saison 2005/06 wurde RheinEnergie Köln.
- Pokalsieger der Saison 2005/06 wurde Alba Berlin.
- Das BBL All-Star Game 2006 fand am 28. Januar 2006 vor 15.172 Zuschauern in der Kölnarena in Köln statt. Sieger wurde nach 3 Verlängerungen mit 157:154 der Norden. MVP wurde Brian Brown (TBB Trier).

## Endstände

### Hauptrunde
| #  | Mannschaft                  | Siege | Niederlagen | Punkte | Körbe     |
| -- | --------------------------- | ----- | ----------- | ------ | --------- |
| 1  | Alba Berlin                 | 26    | 4           | 52:8   | 2722:2353 |
| 2  | GHP Bamberg                 | 24    | 6           | 48:12  | 2340:2069 |
| 3  | RheinEnergie Köln           | 21    | 9           | 42:18  | 2333:2176 |
| 4  | Eisbären Bremerhaven        | 19    | 11          | 38:22  | 2323:2287 |
| 5  | Artland Dragons Quakenbrück | 17    | 13          | 34:26  | 2423:2332 |
| 6  | EnBW Ludwigsburg            | 16    | 14          | 32:28  | 2361:2423 |
| 7  | Telekom Baskets Bonn        | 16    | 14          | 32:28  | 2430:2409 |
| 8  | EWE Baskets Oldenburg       | 15    | 15          | 30:30  | 2490:2474 |
| 9  | TBB Trier                   | 15    | 15          | 30:30  | 2472:2453 |
| 10 | Bayer Giants Leverkusen     | 13    | 17          | 26:34  | 2507:2537 |
| 11 | Gießen 46ers                | 11    | 19          | 22:38  | 2378:2531 |
| 12 | Walter Tigers Tübingen      | 11    | 19          | 22:38  | 2282:2404 |
| 13 | BG Karlsruhe                | 10    | 20          | 20:40  | 2324:2432 |
| 14 | Skyliners Frankfurt         | 10    | 20          | 20:40  | 2208:2294 |
| 15 | Sellbytel Baskets Nürnberg  | 9     | 21          | 18:42  | 2292:2486 |
| 16 | Energy Braunschweig         | 7     | 23          | 14:46  | 2226:2451 |

Fett Finalrunde
_____ Abstiegsplätze, aber Verbleib aufgrund Ligavergrößerung
Da die nächste Saison 2006/07 mit 18 statt 16 Mannschaften ausgetragen wurde, konnten die beiden Mannschaften auf den Abstiegsplätzen in der Bundesliga verbleiben.

### Finalrunde
| Viertelfinale | Viertelfinale               | Viertelfinale        |   |             | Halbfinale | Halbfinale | Halbfinale |  |  | Finale | Finale | Finale |
|               |                             |                      |   |             |            |            |            |  |  |        |        |        |
| 1             | Alba Berlin                 | 3                    |   |             |            |            |            |  |  |        |        |        |
| 8             | EWE Baskets Oldenburg       | 2                    |   |             |            |            |            |  |  |        |        |        |
| 8             | EWE Baskets Oldenburg       | 2                    |   | Alba Berlin | 3          |            |            |  |  |        |        |        |
|               |                             |                      |   | Alba Berlin | 3          |            |            |  |  |        |        |        |
|               |                             | Eisbären Bremerhaven | 1 |             |            |            |            |  |  |        |        |        |
| 4             | Eisbären Bremerhaven        | Eisbären Bremerhaven | 1 | 3           |            |            |            |  |  |        |        |        |
| 4             | Eisbären Bremerhaven        |                      |   |             |            |            |            |  |  |        |        |        |
| 5             | Artland Dragons Quakenbrück | 2                    |   |             |            |            |            |  |  |        |        |        |
| 5             | Artland Dragons Quakenbrück | 2                    |   | Alba Berlin | 1          |            |            |  |  |        |        |        |
|               |                             |                      |   | Alba Berlin | 1          |            |            |  |  |        |        |        |
|               |                             | RheinEnergie Köln    | 3 |             |            |            |            |  |  |        |        |        |
| 2             | GHP Bamberg                 | RheinEnergie Köln    | 3 | 3           |            |            |            |  |  |        |        |        |
| 2             | GHP Bamberg                 |                      |   |             |            |            |            |  |  |        |        |        |
| 7             | Telekom Baskets Bonn        | 1                    |   |             |            |            |            |  |  |        |        |        |
| 7             | Telekom Baskets Bonn        | 1                    |   | GHP Bamberg | 2          |            |            |  |  |        |        |        |
|               |                             |                      |   | GHP Bamberg | 2          |            |            |  |  |        |        |        |
|               |                             | RheinEnergie Köln    | 3 |             |            |            |            |  |  |        |        |        |
| 3             | RheinEnergie Köln           | RheinEnergie Köln    | 3 | 3           |            |            |            |  |  |        |        |        |
| 3             | RheinEnergie Köln           |                      |   |             |            |            |            |  |  |        |        |        |
| 6             | EnBW Ludwigsburg            | 0                    |   |             |            |            |            |  |  |        |        |        |

## Meistermannschaft
| Spieler | Spieler                | Spieler              | Spieler    | Spieler | Spieler | Spieler        |
| Nr.     | Nat.                   | Name                 | Geburt     | Größe   | Info    | Letzter Verein |
| ------- | ---------------------- | -------------------- | ---------- | ------- | ------- | -------------- |
|         |                        | Guards (PG, SG)      |            |         |         |                |
| 4       | Slowenien              | Savo Milović         | 13.02.1986 | 190     | DL      |                |
| 5       | Vereinigte Staaten     | Michael-Hakim Jordan | 24.06.1977 | 183     |         | BK Ventspils   |
| 7       | Deutschland            | Jannik Zimmer        | 12.02.1986 | 192     | DL      |                |
| 9       | Deutschland            | Johannes Strasser    | 13.06.1982 | 189     |         |                |
| 23      | Vereinigte Staaten     | Immanuel McElroy     | 25.03.1980 | 194     |         |                |
| 33      | Vereinigte Staaten     | Titus Ivory          | 13.08.1979 | 193     |         |                |
|         |                        | Forwards (SF, PF)    |            |         |         |                |
| 8       | Serbien und Montenegro | Aleksandar Nađfeji   | 27.10.1976 | 202     | (C)     |                |
| 10      | Deutschland            | Philipp Schwethelm   | 01.05.1989 | 198     | DL      |                |
| 14      | Vereinigte Staaten     | Glen McGowan         | 23.03.1981 | 206     |         |                |
| 24      | Serbien und Montenegro | Nikola Vučurović     | 17.05.1980 | 200     |         |                |
| 31      | Deutschland            | Guido Grünheid       | 25.10.1982 | 206     |         |                |
| 32      | Serbien und Montenegro | Mlađen Šljivančanin  | 01.07.1985 | 200     |         | Opel Skyliners |
|         |                        | Center (C)           |            |         |         |                |
| 12      | Estland                | Janar Talts          | 07.04.1983 | 205     | A-Nat.  |                |
| 13      | Polen                  | Marcin Gortat        | 17.02.1984 | 213     | A-Nat.  |                |

| Trainer                 | Trainer           | Trainer          |
| Nat.                    | Name              | Position         |
| ----------------------- | ----------------- | ---------------- |
| Serbien und Montenegro  | Saša Obradović    | Cheftrainer      |
| Bosnien und Herzegowina | Draško Prodanović | Assistenztrainer |
| Deutschland             | Stephan Baeck     | Sportdirektor    |

| Legende      | Legende             |
| Abk.         | Bedeutung           |
| ------------ | ------------------- |
| (C)          | Mannschaftskapitän  |
| A-Nat.       | Nationalspieler     |
| DL           | Doppellizenzspieler |
| Quellen      |                     |
| Ligahomepage |                     |
| Stand: 2007  |                     |

| Legende      | Legende             |
| Abk.         | Bedeutung           |
| ------------ | ------------------- |
| (C)          | Mannschaftskapitän  |
| A-Nat.       | Nationalspieler     |
| DL           | Doppellizenzspieler |
| Quellen      |                     |
| Ligahomepage |                     |
| Stand: 2007  |                     |

Vor Saisonende verließ Darren McLinton und der in einem Spiel eingesetzte Ademola Okulaja die Mannschaft.

## Führende der Mannschaftsstatistiken
Defensiv beste Mannschaft: GHP Bamberg (68,9 Punkte pro Spiel)

Defensiv schlechteste Mannschaft: Energy Braunschweig (82,9 Punkte pro Spiel)
Offensiv beste Mannschaft: Alba Berlin (90,7 Punkte pro Spiel)

Offensiv schlechteste Mannschaft: Energy Braunschweig (74,2 Punkte pro Spiel)

## Führende der Spielerstatistiken
| Kategorie                | Spieler           | Team                    | Wert |
| ------------------------ | ----------------- | ----------------------- | ---- |
| Punkte pro Spiel         | Andrew Wisniewski | Telekom Baskets Bonn    | 21,4 |
| Rebounds pro Spiel       | Bingo Merriex     | Walter Tigers Tübingen  | 10,3 |
| Assists pro Spiel        | Brian Brown       | TBB Trier               | 5,2  |
| Steals pro Spiel         | Gordon Geib       | Bayer Giants Leverkusen | 2,2  |
| Blocks pro Spiel         | David Dixon       | EWE Baskets Oldenburg   | 1,4  |
| Dreipunktewurf pro Spiel | Mike Penberthy    | Alba Berlin             | 2,2  |
| Effizienzwert pro Spiel  | Tyray Pearson     | Phantoms Braunschweig   | 18,8 |

## Saisonbestmarken
| Kriterium       | Wert | Spieler                    |
| --------------- | ---- | -------------------------- |
| Punkte          | 41   | Chuck Eidson (Gießen)      |
| Rebounds        | 18   | Ermin Jazvin (Ludwigsburg) |
| Dreier          | 9    | Mike Penberthy (Berlin)    |
| Assists         | 12   | Jerry Green (Ludwigsburg)  |
| Ballgewinne     | 8    | Nate Fox (Leverkusen)      |
| Geblockte Würfe | 6    | Nate Doornekamp (Trier)    |
| Effektivität    | 42   | Justin Love (Ludwigsburg)  |

## Ehrungen
| Auszeichnung                | Name                | Verein               |
| --------------------------- | ------------------- | -------------------- |
| All-Star Game MVP           | Brian Brown         | TBB Trier            |
| Spieler des Jahres          | Jovo Stanojević     | Alba Berlin          |
| Bester Verteidiger          | Koko Archibong      | GHP Bamberg          |
| Rookie of the Year          | Anton Gavel         | Gießen 46ers         |
| Newcomer of the Year        | Andrew Wisniewski   | Telekom Baskets Bonn |
| Bester Offensivspieler      | Andrew Wisniewski   | Telekom Baskets Bonn |
| Trainer des Jahres          | Šarūnas Sakalauskas | Eisbären Bremerhaven |
| Most Likeable Player        | Matej Mamić         | Alba Berlin          |
| Finals Most Valuable Player | Immanuel McElroy    | RheinEnergie Köln    |

### All-BBL Teams
- All-BBL First Team:
  - G Pascal Roller (Skyliners Frankfurt)
  - G Aleksandar Nađfeji (RheinEnergie Köln)
  - F Chuck Eidson (Gießen 46ers)
  - F Mike Penberthy (Berlin)
  - C Jovo Stanojevic (ALBA Berlin)

- All-BBL Second Team:
  - G Justin Love (Ludwigsburg)
  - G Brian Brown (Trier)
  - F Nate Fox (Leverkusen)
  - F Koko Archibong (GHP Bamberg)
  - C Ermin Jazvin (Ludwigsburg)

## Durchschnittliche Zuschauerzahlen
| Stadt        | Besucher | Kapazität | Auslastung |
| ------------ | -------- | --------- | ---------- |
| Frankfurt    | 4.396    | 5.002     | 87,89 %    |
| Bamberg      | 4.690    | 6.800     | 68,97 %    |
| Berlin       | 6.922    | 8.861     | 78,12 %    |
| Oldenburg    | 3.109    | 3.148     | 98,78 %    |
| Bonn         | 3.362    | 3.500     | 96,05 %    |
| Köln         | 3.749    | 3.200     | 117,17 %   |
| Trier        | 3.975    | 5.900     | 67,38 %    |
| Leverkusen   | 2.530    | 3.142     | 80,52 %    |
| Quakenbrück  | 3.000    | 3.000     | 100,00 %   |
| Karlsruhe    | 3.493    | 4.809     | 72,64 %    |
| Braunschweig | 2.645    | 6.600     | 40,07 %    |
| Ludwigsburg  | 2.582    | 3.000     | 86,08 %    |
| Bremerhaven  | 3.293    | 4.795     | 68,67 %    |
| Tübingen     | 2.913    | 3.132     | 93,01 %    |
| Nürnberg     | 2.500    | 8.200     | 30,49 %    |
| Gießen       | 3.150    | 3.150     | 100,00 %   |
| Gesamt       | 3.619    | 4.283     | 84,49 %    |